# Вандалар
Вандалар (лат. Vandalarius, умер в 459) — остготский король, воевавший с Западной Римской империей.

## Биография
Вандалар был сыном некого Винитария, отбившего Венетию у Римской империи во время миграции остготов со среднедунайской равнины на Апеннинский полуостров. Вандалар, в свою очередь, был отцом трёх германских вождей (Теодемир, Валамир и Видимир), которые привели к освобождению остготов от власти гуннов. Сыном Теодемира был Теодорих Великий.